# Black Forest Games
Black Forest Games – niemieckie studio założone w lipcu 2012 r. przez byłych pracowników Spellbound Entertainment z Andreasem Speerem, Adrianem Goerschem i Johannesem Conradiem na czele. W posiadanie studia wszedł cały dorobek artystyczny i intelektualny Spellbound. Debiutanckim projektem był remake The Great Giana Sisters (tytułu stworzonego przez Armina Gesserta, założyciela Spellbound) ufundowany na platformie crowdfundingowej Kickstarter. Od sierpnia 2017 r. jest częścią THQ Nordic. Najnowszym tytułem studia jest ogłoszony w czerwcu 2019 r. na targach E3 remake gry Destroy All Humans!, który ostatecznie zadebiutował na rynku w lipcu 2020 r.

## Wyprodukowane tytuły
| Tytuł                                             | Rok  | Wydawca                        | Platforma                                  | Uwagi |
| ------------------------------------------------- | ---- | ------------------------------ | ------------------------------------------ | --- |
| Giana Sisters: Twisted Dreams                     | 2012 | Black Forest Games             | Microsoft Windows                          | Remake gry z Commodore 64. W 2013 r. wydane zostało rozszerzenie Rise of the Owlverlord; zaś w marcu 2014 producent pochwalił się sprzedażą ponad miliona sztuk. |
| Giana Sisters: Twisted Dreams                     | 2013 | Black Forest Games             | Xbox 360; PlayStation 3; Nintendo Wii U    | Remake gry z Commodore 64. W 2013 r. wydane zostało rozszerzenie Rise of the Owlverlord; zaś w marcu 2014 producent pochwalił się sprzedażą ponad miliona sztuk. |
| Arcania: The Complete Tale                        | 2013 | Nordic Games                   | Xbox 360; PlayStation 3; PlayStation 4     | Zawiera w sobie podstawową wersję Arcanii oraz dodatek Fall of Setariff. W 2015 r. pojawił się port na PlayStation 4 |
| Giana Sisters: Twisted Dreams - Director's Cut    | 2014 | Black Forest Games             | Xbox One; PlayStation 4                    | Porty na konsole ósmej generacji Sony i Microsoftu. Zawiera rozszerzenie Rise of the Owlverlord i Halloween Level. |
| Giana Sisters: Dream Runners                      | 2015 | EuroVideo Medien               | Microsoft Windows; Xbox One; PlayStation 4 | Gra oparta na rozgrywce sieciowej |
| Rogue Stormers                                    | 2016 | HandyGames; Black Forest Games | Microsoft Windows; Xbox One; PlayStation 4 | Gra wcześniej była znana jako Ravensdale, a później DieselStormers. Zmiana tytułu na Rogue Stormers została podyktowana podobieństwem nazwy do firmy odzieżowej Diesel i wygraniem przez nią postępowania w tej sprawie. Planowane były wersje na Xbox 360 i PlayStation 3, jednakże ostatecznie nie ujrzały światła dziennego. |
| Bubsy: The Woolies Strike Back                    | 2017 | Accolade                       | Microsoft Windows; PlayStation 4           | |
| Giana Sisters: Twisted Dreams - Owltimate Edition | 2018 | HandyGames                     | Nintendo Switch                            | Port na Nintendo Switch. |
| Fade To Silence                                   | 2019 | THQ Nordic                     | Microsoft Windows; Xbox One; PlayStation 4 | Gra zadebiutowała we wczesnym dostępie Steam w grudniu 2017 r. Premiera nastąpiła 30 kwietnia 2019 r. |
| Destroy All Humans!                               | 2020 | THQ Nordic                     | Microsoft Windows; Xbox One; PlayStation 4 | Odświeżona wersja gry Destroy All Humans! z 2005 autorstwa Pandemic Studios |

## Anulowane gry
- Ride to Hell: Route 666 (Microsoft Windows; PlayStation 3; Xbox 360) (Deep Silver, 2013) – gra akcji z elementami strategii[9]